# Горы Агриколы
Горы Агриколы (лат. Montes Agricola) — горный хребет на видимой стороне Луны. Длина — около 160 км, максимальная высота над окружающей местностью — около 1300 м.
Хребет расположен на восточной окраине центральной части Океана Бурь, к северо-западу от плато, на котором располагаются кратеры Геродот и Аристарх («плато Аристарха»). Пространство шириной 20 км между этим плато и горами Агрикола залито базальтовой лавой и имеет неофициальное название «пролив Агриколы». На северо-востоке от гор располагается кратер Волластон, на юге — пик Геродота. К северной части гор примыкает гряда Ниггли, отходящая от гор в юго-восточном направлении; к южной части гор примыкают гряды Уистона, отходящие в северо-западном направлении, и гряды Бурне. На юго-западе от гор расположен кратер Скиапарелли. Горы расположены в районе, ограниченном селенографическими координатами 27,2—30,55° с. ш., 51,76—56,38° з. д..
Горы названы в честь Георгия Агриколы (лат. Georgius Agricola, настоящее имя — Георг Павер, нем. Georg Pawer; 1494—1555) — немецкого учёного, считающегося одним из отцов минералогии (вопреки идущей от Гевелия традиции именования лунных гор в честь земных). Название утверждено Международным астрономическом союзом в 1976 году.